# Blygdbensfog

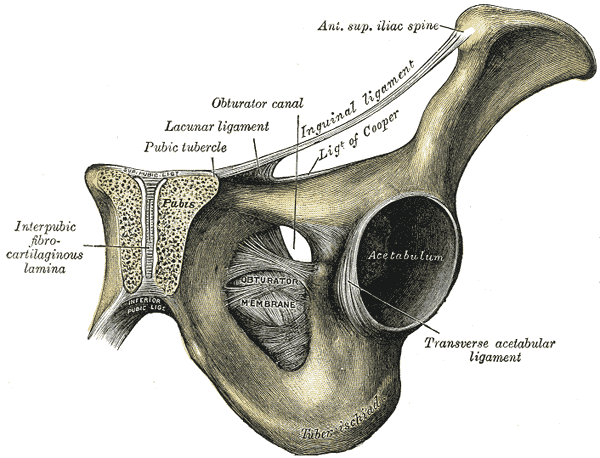
Koronalsnitt genom blygdbensfogen.
Illustration: Gray's Anatomy, 1918. (PD)

Blygdbensfog (latin: symphysis pubica) är, i människans skelett, en led mellan höger och vänster blygdben (os pubis). Blygdbensfogen sitter i bäckenet (pelvis) under urinblåsan och ovanför könsorganet.
Fogen är en symfys, en fullt utvecklad sekundär synkondros, där de ovala ledytorna täcks av tunna lager hyalint brosk och förenas av en tjock skiva fibrokartilago (discus interpubicus).
Två ligament förstärker leden: Lig. pubicum superius på ovansidan och lig. arcuatum pubis på undersidan. Centralt i leden kan man ofta hitta en ledhåla i form av liten springa.
Under graviditet gör hormon som relaxin att brosket i leden mjuknar och leden blir med flexibel. Hos ett fåtal kvinnor kan till och med blygdbensfogen delas under graviditeten, något som är smärtsamt men bara inträffar för 1 på 600 till 1 på 3 400 födslar.
Ledytona i fogen slits i jämn takt under livet, något som används vid åldersbestämning i samband med rättsmedicinska och antropologiska undersökningar.